# Архиепархия Смирны
Архиепархия Смирны (лат. Archidioecesis Smyrnensis) — архиепархия Римско-католической церкви с центром в городе Измир, Турция. Распространяет свою юрисдикцию на юго-западную часть Турции. Архиепархия Смирны подчиняется непосредственно Святому Престолу. Кафедральным собором архиепархии является церковь Святого Иоанна в городе Измире.

## История
В 1318 году во время крестового похода архиепископом Смирны был назначен возвращавшийся из Персии французский доминиканец Гийом Адам. В 1346 году Римский папа Климент VI учредил архиепархию Смирны, которая просуществовала до середины XVII века. В 1659 году статус архиепархии Смирны был понижен до апостольского викариата.
18 марта 1818 года Римский папа Пий VII издал буллу «Apostolatus officium», которой восстановил архиепархию Смирны.

## Ординарии архиепархии

### Архиепископы
- архиепископ Гийом Адам O.P.[1] (1318 — 6.10.1322) — назначен архиепископом Султании;
- архиепископ Benedetto (1343 — ?);
- архиепископ Paolo (10.07.1345 — 15.05.1357) — назначен архиепископом Тебе;
- архиепископ Pietro da Piacenza O.F.M. (31.01.1358 — 4.03.1362) — назначен епископом Олено;
- архиепископ Tommaso di Savignon O.F.M. (10.06.1362 — ?);
- архиепископ Raimondo di San Michele O.Carm. (14.02.1373 — ?);
- архиепископ Giorgio Dalmato O.Carm. (6.09.1379 — ?);
- архиепископ Giovanni di Berriaco O.E.S.A. (10.10.1386 — ?);
- архиепископ Giovanni di Leicester O.Carm. (1398 — ?);
- архиепископ Paolo (1410 — ?);
- архиепископ Francesco di Monte Granelli O.F.M. (4.06.1412 — ?);
  - Sede vacante;

### Апостольские викарии
- епископ Pietro de Marchi, O.P. (19.02.1625 — 13.07.1648);
- епископ Giacinto Subiani O.P. (13.07.1648 — 5.03.1652) — назначен апостольским викарием Апостольского викариата Константинополя;
  - Sede vacante (1653—1659);
- епископ Leone Macripodari (5.04.1659 — 1689);
- епископ Antonio Giustiniani (13.01.1690 — 8.02.1694) — назначен епископом Сироса;
  - Sede vacante (1694—1696);
- епископ Daniele Duranti O.F.M. (7.06.1696 — 12.04.1706) — апостольский администратор;
- епископ Nicola de Camillis (12.05.1706 — 7.05.1710) — назначен епископом Сироса;
- епископ Daniele Duranti O.F.M. (23.06.1708 — 17.08.1713);
- епископ Davide di San Carlo O.C.D. (23.11.1713 — 18.04.1715);
- епископ Filippo Bavestrelli (9.08.1715 — 30.09.1720) — назначен епископом Хиоса;
- епископ Pietro Battista di Garbagnate O.F.M.Ref. (9.04.1718 — 15.06.1720);
- епископ Pietro Francesco Lombardi O.F.M.Ref. (30.08.1720 — 5.07.1721);
- епископ Antonio Maturi, O.F.M.Ref. (15.04.1722 — 21.05.1731) — назначен епископом Сироса;
- епископ Dario de Longhis O.F.M. (2.09.1730 — 25.05.1735) — назначен епископом Сироса;
- епископ Gerolamo di Peraino O.F.M.Ref. (5.02.1735 — 1747);
- епископ Giovanni Battista Bavestrelli O.F.M. (12.05.1747 — 16.09.1754) — назначен епископом Хиоса;
- епископ Eusebio Franzosini O.P. (20.12.1754 — 1763);
- епископ Domenico di Valdagno O.F.M.Ref. (26.08.1763 — 1779);
- епископ Pietro Graveri di Moretta O.F.M.Obs. (23.12.1779 — 17.08.1781);
- епископ Giulio Maria Pecori d’Ameno O.F.M.Ref. (18.08.1781 — 23.09.1788);
- епископ Giuseppe Icard (4.09.1789 — 1790);
- епископ Pasquale Orlandini da Bergamo O.F.M.Ref. (16.04.1790 — 26.06.1817);
- епископ Luigi Maria Cardelli O.F.M.Ref. (26.06.1817 — 18.03.1818) — назначен архиепископом Смирны;

### Архиепископы
- архиепископ Luigi Maria Cardelli O.F.M.Ref. (18.03.1818 — 29.08.1832);
  - Sede vacante (1832—1835);
- архиепископ Pierre-Dominique-Marcellin Bonamie SS.CC. (13.02.1835 — 24.11.1837);
- архиепископ Antonio Mussabini (6.03.1838 — 4.05.1861);
- архиепископ Giuseppe Maria Alberti (7.01.1862 — 23.03.1862);
- архиепископ Vincenzo Spaccapietra C.M. (8.04.1862 — 25.11.1878);
- архиепископ Andrea Policarpo Timoni (13.05.1879 — 25.07.1904);
- архиепископ Domenico Raffaele Francesco Marengo O.P. (1.08.1904 — 12.06.1909);
- архиепископ Giuseppe Antonio Zucchetti O.F.M. Cap. (22.12.1909 — 8.03.1920);
- архиепископ Giovanni Battista Federico Vallega (24.01.1921 — 1.03.1929);
- архиепископ Eduardo Tonna (26.11.1929 — 2.12.1937);
- архиепископ Joseph Descuffi C.M. (3.12.1937 — 4.11.1965);
- архиепископ Alfred Cuthbert Gumbinger O.F.M.Cap. (4.11.1965 — 31.08.1966);
- архиепископ Giovanni Enrico Boccella T.O.R. (9.12.1967 — 7.12.1978);
- архиепископ Domenico Caloyera O.P. (7.12.1978 — 22.01.1983);
- архиепископ Giuseppe Germano Bernardini O.F.M.Cap. (22.01.1983 — 11.10.2004);
- архиепископ Ruggero Franceschini O.F.M.Cap. (11.10.2004 — 07.11.2015);
- архиепископ Лоренцо Пиретто O.P. (07.11.2015 — 8.12.2020);
- архиепископ Мартин Кметец O.F.M.Conv. (с 8 декабря 2020 года).

## Источник
- Annuario Pontificio, Libreria Editrice Vaticana, Città del Vaticano, 2003, стр. 958, ISBN 88-209-7422-3
- Konrad Eubel, Hierarchia Catholica Medii Aevi, vol. 1 Архивная копия от 9 июля 2019 на Wayback Machine, стр. 456; vol. 3 Архивная копия от 21 марта 2019 на Wayback Machine, стр. 302; vol. 4, стр. 319; vol. 5, стр. 360; vol. 6, стр. 383; vol. 7, стр. 348; vol. 8, стр. 523